# Уржум (Алейський район)
Уржу́м (рос. Уржум) — село у складі Алейського району Алтайського краю, Росія. Входить до складу Дубровської сільської ради.

## Населення
Населення — 249 осіб (2010; 327 у 2002).
Національний склад (станом на 2002 рік):
- росіяни — 87 %